# Ferme éolienne de La Perrière
La ferme éolienne de La Perrière est un parc éolien de l'île de La Réunion, département et région d'outre-mer français dans le sud-ouest de l'océan Indien. Situé sur le territoire de la commune de Sainte-Suzanne sur l'ancien domaine des de Launay de la Perrière, dans le nord-est de l'île, il est installé dans les hauteurs de Bagatelle. Le parc constitue le principal site de production d'énergie éolienne à La Réunion avec le parc éolien de Sainte-Rose, situé à Sainte-Rose,.

## Histoire
Le site est initialement composé de trente-sept éoliennes opérées par Aérowatt. Elles produisent environ 14,5 GWh/an. En 2022, un chantier les remplace par seulement neuf éoliennes qui produisent 19,8 MW commele l'ancien parc produit seulement 10.18 MW.

## Eoliennes
Les éoliennes de ferme éolienne de La Perrière sont de types Vestas V110 avec une diametre du rotor de 110 metres. Ils a une hauteur de nacelle de 82 metres et une puisance de 2200 kW. Ils sont aujourd'hui les plus hautes constructions sur l'ile de Reunion. 